# Gare de Saint-Léonard
Ne doit pas être confondu avec Gare de Saint-Léonard (Suisse) ou Gare de Saint-Léonard-de-Noblat.
La gare de Saint-Léonard est une gare ferroviaire française (fermée) de la ligne d'Arches à Saint-Dié, située sur le territoire de la commune de Saint-Léonard, dans le département des Vosges, en région Grand Est.
C'était une halte voyageurs de la Société nationale des chemins de fer français (SNCF). Elle est désormais fermée à tout trafic.

## Situation ferroviaire
Établie à 417 m d'altitude, la gare de Saint-Léonard est située au point kilométrique (PK) 40,804 de la ligne d'Arches à Saint-Dié, entre les gares fermées de Corcieux - Vanémont et de Saulcy. C'est une gare de bifurcation, origine de la ligne de Saint-Léonard à Fraize (fermée et partiellement déclassée), où elle précède la gare — de facto — fermée d'Anould.

## Histoire
En décembre 2018, la desserte de la ligne, et donc de cette halte SNCF, est interrompue ; elle est remplacée par une substitution routière (autocars effectuant principalement la liaison TER Grand Est Épinal – Saint-Dié-des-Vosges). La réouverture de la ligne, le 12 décembre 2021, ne s'accompagne pas de la remise en service de la halte. Cependant un projet de pôle d’échange multimodal est à l’étude pour une réouverture dès la prochaine phase de travaux sur la ligne qui est prévu à l'horizon 2027.